# 内田雅敏
内田 雅敏（うちだ まさとし、1945年 - ）は、日本の弁護士、社会運動家。

## 来歴
愛知県蒲郡市生まれ。愛知県立時習館高等学校卒業。1968年、早稲田大学法学部卒業。1975年、東京弁護士会登録。1978年、四谷総合法律事務所を設立した。
日弁連人権擁護委員会委員、同接見交通権確立実行委員会委員長、関東弁護士会連合会憲法問題協議会委員長を経て、日弁連憲法委員会幹事、西松安野友好基金運営委員会委員長を務める。弁護士としての通常業務の他に、中国人労働者の戦後補償問題、靖国問題などに関与した。
1992年の第16回参議院議員通常選挙では、PKO法案に賛成していた森田健作の野党統一候補（社会・民社・社民連）としての推薦に反発し、反対派候補として社会党、社民連の一部議員の支援を得て東京都選挙区から立候補したが、落選した。
2014年3月4日、大江健三郎、大田昌秀、落合恵子ら16人が発起人となり「戦争をさせない1000人委員会」が設立。内田は同団体の事務局長を務める。
2022年7月22日、政府は、安倍晋三の国葬を日本武道館で9月27日に行うことを閣議決定した。世論調査では次第に反対が賛成を大きく上回るようになり、市民運動も活発化した。8月31日、首都圏の市民団体など79の団体でつくる「安倍元首相の『国葬』に反対する実行委員会」は国会前で国葬に反対するデモを行った。内田は主催団体を構成する「戦争をさせない1000人委員会」の事務局長として冒頭で挨拶。「安倍氏と旧統一教会には深い関係があったことが白日のもとにさらされている。最後まで大きな声で国葬反対を訴え続けましょう」と訴えた。デモには約4000人が参加した。

## 人物
- 日本による対韓輸出優遇措置撤廃に反対する、「＜声明＞「韓国は「敵」なのか」呼びかけ人のうちの1人[11]。
- 故郷の東三河地方で発行されている『東愛知新聞』でコラム「発言」を執筆している[12]。

## 著書

### 単著
- 『弁護士 "法の現場"の仕事人たち』1989 講談社現代新書
- 『「戦後補償」を考える』1994 (講談社現代新書)
- 『<戦後>の思考 人権・憲法・戦後補償』れんが書房新社 1994
- 『憲法第九条の復権 沖縄・アジアの視点から考える』樹花舎 1998
- 『懲戒除名 "非行"弁護士を撃て』太田出版 2001　『乗っ取り弁護士』ちくま文庫
- 『敗戦の年に生まれて ヴェトナム反戦世代の現在』太田出版 2001
- 『これが犯罪?「ビラ配りで逮捕」を考える』2005 岩波ブックレット
- 『靖国には行かない。戦争にも行かない』梨の木舎 教科書に書かれなかった戦争 2006
- 『靖国問題Q&A 「特攻記念館」で涙を流すだけでよいのでしょうか』スペース伽耶 2007
- 『半世紀前からの贈物 いま蘇る小学校2年生の「文集」』れんが書房新社 2007
- 『ここがロードス島だ、ここで跳べ 憲法・人権・靖国・歴史認識 教科書に書かれなかった戦争 part58』梨の木舎 2011
- 『天皇を戴く国家 歴史認識の欠如した改憲はアジアの緊張を高める』スペース伽耶 2013
- 『想像力と複眼的思考 沖縄・戦後補償・植民地未清算・靖國』スペース伽耶 2014
- 『靖国参拝の何が問題か』2014 平凡社新書
- 『和解は可能か 日本政府の歴史認識を問う』2015 (岩波ブックレット
- 『戦後が若かった頃に思いを馳せよう – 憲法・沖縄・アジア・戦後補償・靖国』三一書房 2019

### 共編著
- 『在日からの手紙』姜尚中共著 太田出版 2003
- 『憲法9条と専守防衛』箕輪登共著 梨の木舎 (教科書に書かれなかった戦争シリーズ 2004
- 『戦争が遺したもの 『半世紀前からの贈物』補論』鈴木茂臣共編著 れんが書房新社 2008
- 『一衣帯水「平和資源」としての日中共同声明 日中間の安定的発展と未来を切り拓く四つの基本文書と2014年の合意文書』編著 スペース伽耶 2017
- 『花岡の心を受け継ぐ』かもがわ出版 2021

## 論文
- <内田雅敏

## 出演
- 『デモクラシータイムス』（YouTube、2019年8月7日、2024年8月15日）